# Unternehmen Elster
Das Unternehmen Elster war der Deckname einer deutschen Militäroperation im Zweiten Weltkrieg, die Informationen über militärische und technologische Einrichtungen der USA sammeln sollte.

## Ablauf des Unternehmens
Die Mission begann im September 1944 mit zwei deutschen Agenten, die an Bord von U 1230 unter Kapitänleutnant Hans Hilbig zunächst von Kiel nach Norwegen und von dort nach Nordamerika gebracht wurden. Es handelte sich um William Colepaugh, einen nach Deutschland übergelaufenen US-Bürger, und Erich Gimpel, einen erfahrenen deutschen Geheimdienstagenten. Auf der Überfahrt hatte U 1230 erhebliche Schwierigkeiten beim Einsatz des Schnorchels – einer Vorrichtung, die bei Unterwasserfahrt die Frischluftzufuhr und den Abzug der Dieselgase gewährleisten und somit längere Tauchzeiten ermöglichen sollte. Die Spitze des Schnorchels geriet während der Fahrt mehrfach für längere Zeit unter Wasser, wodurch die Maschine die Verbrennungsluft aus dem Innern des Bootes ansaugte. Dadurch entstand ein erheblicher Unterdruck, der so kräftig war, dass Konservendosen im Vorratsraum platzten und Teile der Besatzung das Bewusstsein verloren.

### Anlanden in Maine
51 Tage nach dem Auslaufen aus Norwegen erreichte U 1230 bei Cape Cod die nordamerikanische Küste und fuhr dann zur Frenchman’s Bay im Golf von Maine, wo die Agenten bei Hancock’s Point angelandet werden sollten. Am 29. November 1944 wurden die beiden Agenten im US-Bundesstaat Maine mit einem Schlauchboot an Land gebracht. Das U-Boot patrouillierte im Anschluss einige Tage im Golf von Maine. Am 3. Dezember versenkte es ein kanadisches Schiff, den Dampfer Cornwallis. Diese Versenkung offenbarte die Anwesenheit eines deutschen U-Bootes vor der nordamerikanischen Küste, woraufhin eine U-Jagd-Gruppe der US Navy unter Führung des Geleitträgers Bogue das Seegebiet durchsuchte. Hilbig fuhr mit U 1230 zunächst nach Norden und entkam den Verfolgern. Ende Januar traf U 1230 in Flensburg ein. Die Beteiligung beim Unternehmen Elster und die Fahrt mit U 1230 waren Hilbigs einziger Kriegseinsatz.

### Auf dem Weg ins Einsatzgebiet
Die Agenten hatten zunächst versucht, zu Fuß eine Straße zu erreichen. Da sie für die Jahreszeit – es lag tiefer Schnee – ungewöhnlich legere Kleidung trugen, fielen sie auf dem Weg zu einem Bahnhof dem Sohn eines Polizeibeamten aus Hancock auf, der mit dem Auto auf dem Rückweg von einer Tanzveranstaltung war. Er erzählte am nächsten Tag seinem Vater von der nächtlichen Beobachtung und berichtete später auch dem FBI davon. Colepaugh und Gimpel konnten der sofort eingeleiteten Großfahndung entkommen und erreichten New York City mit dem Zug. Die Männer hatten neben 99 kleinen Diamanten 60.000 US-Dollar an Bargeld bei sich, die sie zunächst für neue Kleidung und die Anmietung eines Apartments aufwendeten. Beide verbrachten dann fast einen Monat damit, in New York zu leben. Während dieser Zeit gaben sie eine große Menge des Geldes, das sie für die Durchführung der Geheimdienstoperation erhalten hatten, für Unterhaltung und persönlichen Luxus aus.

### Ende der Unternehmung
Colepaugh verlor schnell sein Interesse an der Spionagetätigkeit, vertraute sich zunächst einem Jugendfreund an und stellte sich schließlich am 26. Dezember 1944 dem FBI. In der Hoffnung, der Todesstrafe wegen Hochverrats zu entgehen, verriet er zudem seinen Partner Gimpel. Dadurch war die Mission gescheitert. Im Februar 1945 wurden die beiden Agenten vor einem Militärgericht wegen Spionage zum Tode verurteilt. Nach Kriegsende wurde ihre Strafe später von Präsident Harry S. Truman in eine lebenslange Haftstrafe umgewandelt. Gimpel wurde 1955, Colepaugh 1960 auf Bewährung entlassen.

## Nachspiel
Im Zuge des Verhörs von Gimpel und Colepaugh gewannen die amerikanischen Ermittlungsbehörden den Eindruck, dass die deutsche Seite bei der Entwicklung eines Träger-U-Bootes, das in der Lage war, Raketen abzufeuern, inzwischen weit vorangeschritten war. Es festigte sich sogar die Befürchtung, der Angriff einer Flotte dieser Boote stünde unmittelbar bevor. Aufgrund dieser Fehleinschätzungen wurden Planungen eingeleitet, dieser Gefahr zu begegnen und unter erheblichem Einsatz von Arbeitskräften und Schiffen Taktiken entwickelt und eingeübt, die befürchteten „Raketen-U-Boote“ aufzuspüren und zu bekämpfen. Der Historiker Clay Blair wertet diese falsch eingesetzten Ressourcen als einzigen sichtbaren Erfolg des Unternehmens Elster.
Einordnung
Das Unternehmen Elster war neben dem Unternehmen Pastorius eine von nur zwei Operationen, bei welchen die Deutschen während des Krieges mithilfe von U-Booten an amerikanischen Küsten Agenten anlandeten. Trotz einer Reihe von Behauptungen und Spekulationen, dass die Mission das Manhattan-Projekt sabotieren sollte, gibt es in den Untersuchungsakten keine eindeutigen Beweise dafür.

## Künstlerische Bearbeitung
Gimpels Geschichte wurde im Jahr 1956 unter dem Titel „Spion für Deutschland“ verfilmt. Gimpel wurde dabei von Martin Held dargestellt, Colepaugh („Billy Cole“) spielte Walter Giller.